# John Preston
Pour les articles homonymes, voir Preston.
John Preston, né en 1953, est un journaliste et romancier anglais.

## Œuvres
- Touching the Moon 1991[1]
- Ghosting 1996
- Ink 1999
- Kings of the Roundhouse 2006
- The Dig (en), 2007 adapté au cinéma : The Dig[2]
- A Very English Scandal  2016[3]
- Fall : The Mystery of Robert Maxwell 2020 (prix Costa 2021 dans la catégorie biographie)[4].
- Stonehouse : député, amant et espion (Stonehouse - scénario)